# Festival di San Sebastián 1967

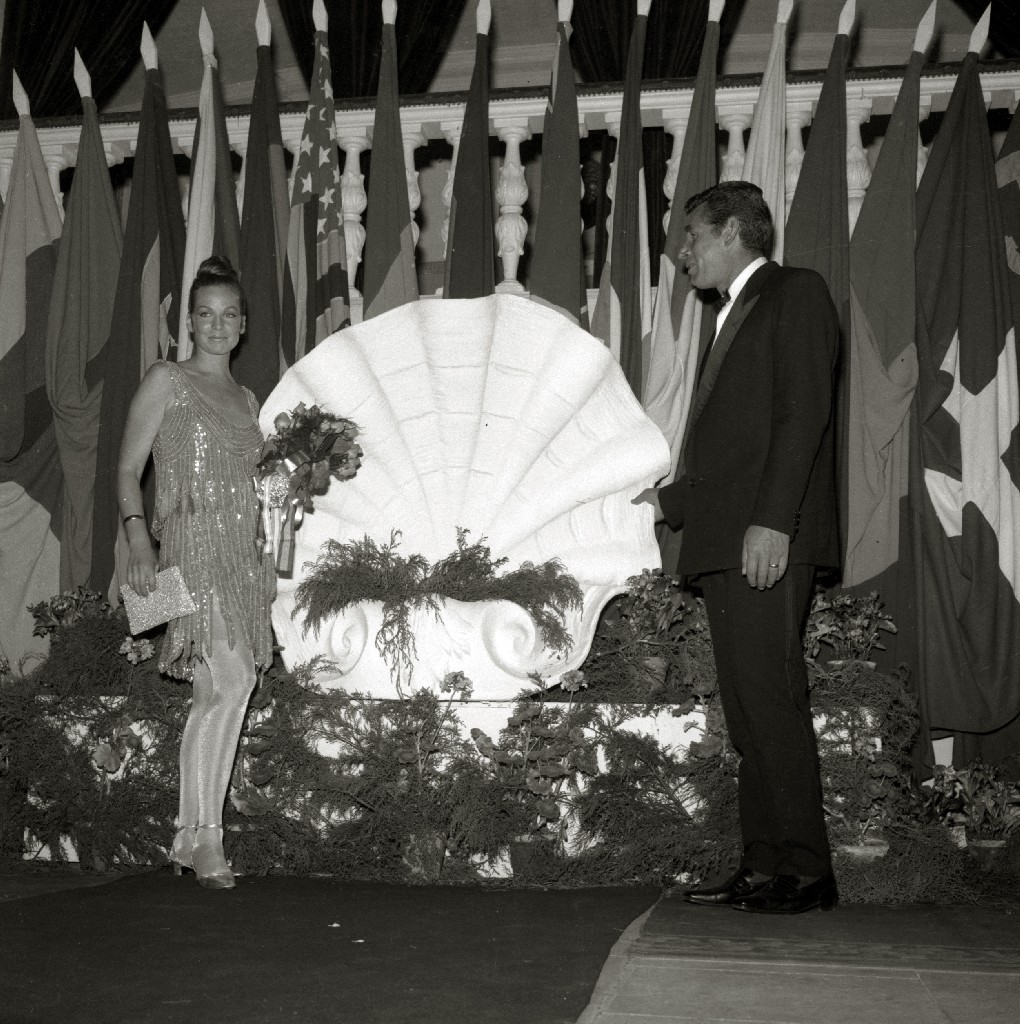
Festival di San Sebastián 1967

La 15ª edizione del Festival internazionale del cinema di San Sebastián si è svolta a San Sebastián dal 12 al 21 giugno 1967.

## Selezione ufficiale

### Concorso
- ¡Al diablo con este cura!, regia di Carlos Rinaldi
- Diminetile anui baiat cuminte regia di Andrei Blaier
- El Dorado, regia di Howard Hawks
- Il tigre, regia di Dino Risi
- Jowita, regia di Janusz Morgenstern
- La donna per una notte (La loi du survivant), regia di José Giovanni
- La ragazza e il generale, regia di Pasquale Festa Campanile
- Le scandale - Delitti e champagne (Le scandale), regia di Claude Chabrol
- Szevasz, Vera, regia di János Herskó
- Questo difficile amore (The Family Way), regia di John e Roy Boulting
- Due per la strada (Two for the Road), regia di Stanley Donen
- Una historia de amor, regia di Jorge Grau
- Vražda po česku, regia di Jiří Weiss
- Zwei wie wir... und die Eltern wissen von nichts, regia di Karl Hamrun

### Fuori concorso
- A piedi nudi nel parco (Barefoot in the Park), regia di Gene Saks
- Bela, regia di Stanislav Iosifovič Rostockij
- Marat/Sade, regia di Peter Brook

## Premi
- Concha de Oro: Due per la strada (Two for the Road), regia di Stanley Donen
- Concha de Plata al miglior regista: Janusz Morgenstern, per Jowita
- Concha de Plata alla migliore attrice: Serena Vergano, per Una historia de amor
- Concha de Plata al miglior attore:
  - John Mills per Questo difficile amore (The Family Way)
  - Maurice Ronet per Le scandale - Delitti e champagne (Le scandale)